# Хищническое ценообразование
Хищническое ценообразование (грабительское ценообразование англ. predatory pricing) — ценовая стратегия, при которой искусственно занижается цена на продукцию с целью вытеснения конкурента или создания барьера для входа на рынок. В рядах стран считается одной из форм проявления недобросовестной конкуренции.

## Определение
Согласно определению американского экономиста Стивена Ландсбурга, хищническое ценообразование — это назначение искусственно заниженной цены с целью нанесения вреда конкуренту.

## Модель поведения
Предприятие «хищник» устанавливает цену на собственную продукцию на таком уровне, что начинает нести убытки, вынуждая своих конкурентов нести убытки также. Развязывается ценовая война, в результате которой конкуренты могут покинуть рынок. «Хищник» рассчитывает выдержать конкуренцию в краткосрочном периоде и остаться единственным выжившим участником в долгосрочном периоде.
«Хищник» может установить на рынке упреждающую цену с целью создания барьеров входа, предупреждающих вход на него новых конкурентов.

## Причины возникновения
Предприятия продают продукцию ниже себестоимости по следующим причинам:
- подавление конкурентов (для вытеснения конкурентов, захвата монопольного положения после ухода конкурентов и последующего повышения цен на данном рынке — в долгосрочном периоде прибыль, полученная в результате применения этой стратегии, может превысить потери от снижения цен);
- ценовая дискриминация (назначения разных цен на разных рынках: продукция реализуется по высоким ценам на монополизированном рынке и сбросе избыточной продукции по низким ценам на рынках конкурента — избыточные объёмы выпуска используются для снижения издержек на единицу продукции при крупномасштабном производстве).

В рядах стран хищническое ценообразование в форме демпинга считается проявлением недобросовестной конкуренции. В отношении предприятий — «хищников» применяются антидемпинговые законы, установления специальных антидемпинговых пошлин на товары, которые, как считается, продаются ниже себестоимости.

## Антимонопольное преследование
США
Против недобросовестной конкуренции в 1890 году вступил в силу акт Шермана, который был использован в Деле «США против Standard Oil», где было выявлено хищническое ценообразование. В 1914 году вступил в силу акт Клейтона, а в 1936 году — закон Робинсона—Патмана, который был дополнен правилом Ариды—Тёрнера, предложенный Филлипом Аридой и Дональдом Тёрнером в 1975 году. Правило Ариды—Тёрнера гласит, что хищническое ценообразование имеет место, если цена на рынке меньше предельных издержек.
Россия
В России существуют механизмы в законодательстве для противодействия хищнического ценообразования:
- Статья 7 ФЗ «О защите конкуренции» служит для предотвращения демпинга через введение понятия «монопольно низкая цена» и последующий контроль. Монопольно низкая цена — это та, которая: установлена хозяйствующим субъектом с доминирующим положением на рынке; ниже суммы производственных, сбытовых затрат и прибыли; ниже цены на конкурентном сопоставимом товарном рынке;
- Статья 37 ФЗ «О контрактной системе в сфере закупок товаров, работ, услуг для обеспечения государственных и муниципальных нужд» вводит «антидемпинговые меры при проведении конкурса и аукциона»: требуется подтвердить благонадежность от участника закупки — поставщика или подрядчика, который снижает начальную (максимальную) цену контракта на 25 % и более.
- Статья 40 Налогового кодекса РФ проверяет сделки на соответствие рыночным ценам в контролируемых, товарообменных и обычных сделках, если цена по ним отклоняется от применяемой предприятием на 20 %, то происходит доначисление налоговой базы по НДС, акцизам и налогу на прибыль.

## Критика
Ряд экономистов отмечают, что запрет хищнического ценообразования способен ограничить конкуренцию. Так, американский экономист Джон Макги в своей работе за 1958 год утверждал, что:
- чтобы предприятию начать хищническое ценообразование с целью монополизации рынка, оно уже должно быть монополистом;
- крупному предприятию проще и дешевле купить небольшого конкурента, чем развязывать дорогостоящее хищническое ценообразование;
- «хищник» должен осуществлять хищническое ценообразование для максимизации прибыли на самом защищённом рынке — монопольном уровне во вертикально интегрированной отрасли;
- разница цен между различными рынками более вероятней объяснить с точки зрения изменений эластичности спроса, чем преследованием «хищника» своей «жертвы».

Американский экономист Пол Милгром в своей работе за 1986 год добавил, что:
- период низких цен проходит и конкуренты могут спокойно вернуться на рынок;
- всех больше теряет от ценовой войны потенциальный монополист (он больше продает и первый снижает цену);
- конкуренты в период низких цен могут обратиться за заёмными средствами (по сравнению с «хищником» могут обладать более дешевыми деньгами), а в период высоких цен вернуть их.

Профессор права Фрэнк Истербрук в своей работе за 1984 год указывал, что существует пять критериев антимонопольного правоприменения (запрета хищнического ценообразования):
1. ответчик обладает рыночной властью (у ответчика есть возможность для антиконкурентного поведения);
2. существует логическая связь между прибылью ответчика и ограничением конкуренции — ответчик может обогатиться, нанося вред потребителям (у ответчика есть мотив для антиконкурентного поведения);
3. широкое распространение идентичных действий на рынке — ответчик не применяет различные практики производства и сбыта (некая группа фирм согласует цены, но не интегрирует никаких производственных мощностей — картели сокращают производство и ничего не дают взамен);
4. существуют доказательства сокращения производства (оценка изменений объёмов производства в краткосрочном периоде после снижения цены и оценка того, смогла ли данная практика «выжить» без существенных отрицательных последствий для рыночной доли ответчика);
5. на ответчика не возлагаются издержки конкурентов посредством антимонопольного преследования (отсутствуют последствия от антимонопольного преследования — сокращения конкуренции и роста цен).

## Примечание
1. 1 2 3 4  Ландсбург С. Теория цен и её применение. — М.: Издательский дом «Дело» РАНХиГС, 2018. — С. 449—450. — 856 с. — ISBN 978-5-7749-1417-36.
2. 1 2  Милгром П. Разорительное» («хищническое») ценообразование // Экономическая теория  / Под ред. Дж.Итуэлл, Милгейт М.[англ.], Ньюмен П.[англ.]. — М.: ИНФРА-М, 2004. — С. 702—707. — ISBN 5-16-001750-X. Архивировано 15 февраля 2019 года.
3. ↑  Макконнелл К. Р., Брю С. Л. Экономикс: принципы, проблемы и политика :  [рус.] = Economics: Principles, Problems, and Policies. — М. : Республика, 1992. — Т. 2. — С. 385. — ISBN 5-250-01486-0.
4. ↑  Воробьёва О. Демпинг — это законно?//Финансовый директор, 3 ноября 2019
5. ↑  Мак-Ги Дж.С. Хищническое снижение цен: дело компании Standard Oil (Нью-Джерси) // Вехи экономической мысли. Т.5. Теория отраслевых рынков. — СПб.: Экономическая школа, 2003. — С. 567—621. — ISBN 5-900428-76-1. Архивировано 8 января 2022 года.
6. ↑  Истербрук Ф.[англ.]. Пределы антимонопольного правоприменения // Экономическая политика. — 2010. — № 6, №5. Архивировано 22 декабря 2018 года.